# Corbulaseta
Corbulaseta är ett släkte av kräftdjur. Corbulaseta ingår i familjen Laophontidae.
Släktet innehåller bara arten Corbulaseta bulligera.